# Saint-Cernin-de-Labarde
Saint-Cernin-de-Labarde is een gemeente in het Franse departement Dordogne (regio Nouvelle-Aquitaine) en telt 215 inwoners (2004). De plaats maakt deel uit van het arrondissement Bergerac.

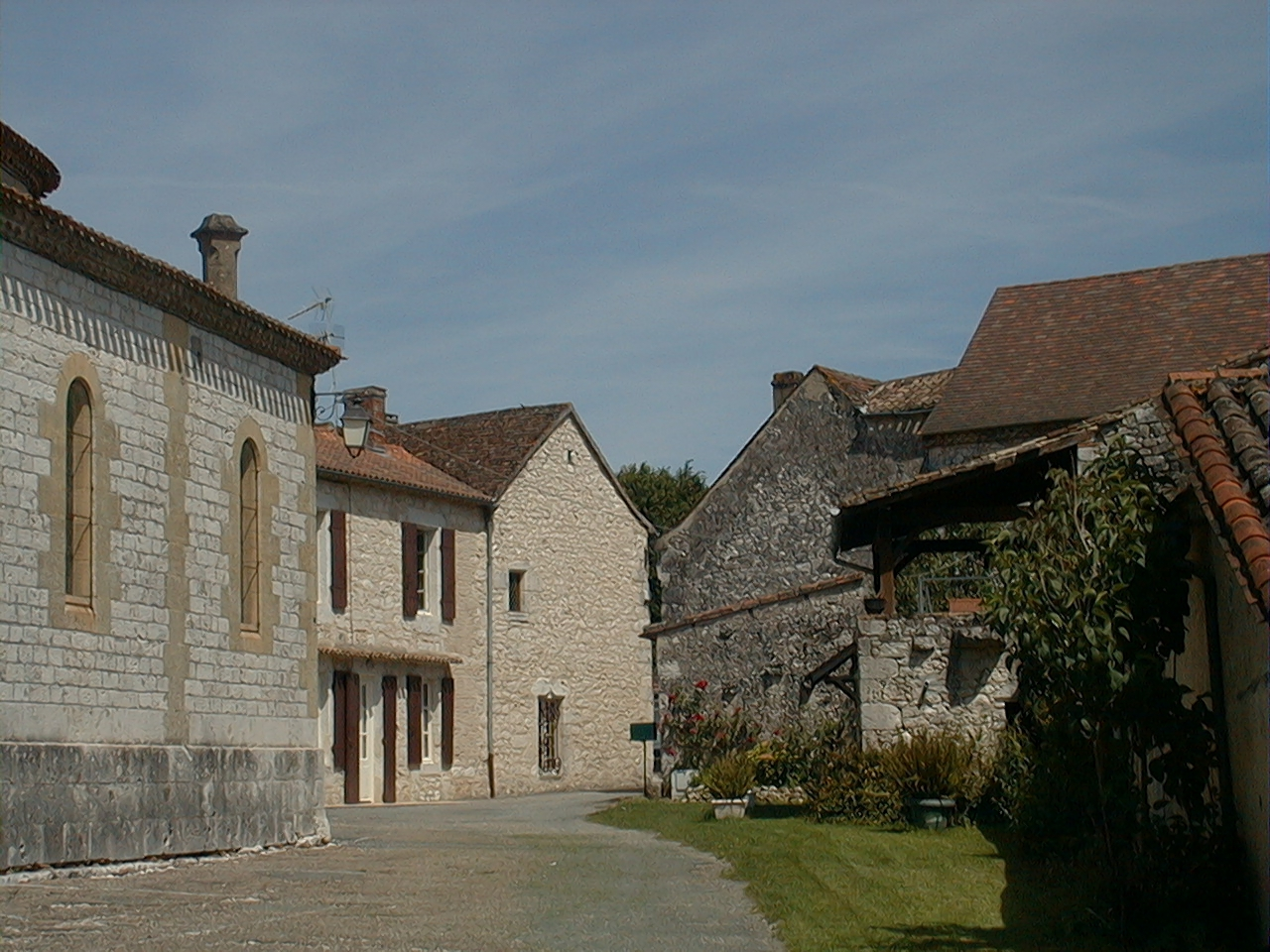
Saint-Cernin-de-Labarde

## Geografie
De oppervlakte van Saint-Cernin-de-Labarde bedraagt 11,6 km², de bevolkingsdichtheid is 18,5 inwoners per km².
De onderstaande kaart toont de ligging van Saint-Cernin-de-Labarde met de belangrijkste infrastructuur en aangrenzende gemeenten.

## Demografie
Onderstaande figuur toont het verloop van het inwonertal (bron: INSEE-tellingen).